# Freedom Fields
Freedom Fields és una pel·lícula documental de la cineasta líbia Naziha Arebi del 2018. La pel·lícula tracta sobre futbol, el feminisme i la revolució que va dominar el govern de Muammar Gaddafi el 2011.

## Antecedents
El pare d'Arebi és libi i ella va créixer al Regne Unit. Fins a la revolució del 2011, no havia estat mai a la terra natal del seu pare, però es va veure fascinada amb els canvis radicals que van passar a la nació després de la Primavera Àrab, i va decidir omplir aquest buit en la seva història personal. a pel·lícula, Freedom Fields, és el resultat de la seva investigació personal i documental.

## Argument
La pel·lícula segueix a tres amigues, Naama, Halima i Fadwa, que es van trobar al camp de futbol. Les seves històries s'expliquen en tres parts: La primera es produeix l'any 2012, un any després de la revolució, un període de grans esperances per al canvi, la democràcia i la igualtat de gènere. La segona part té lloc el 2014, quan l'esperit d'esperança s'ha evaporat, i se substitueix per una sensació de confusió i pèrdua, després que l'ISIS estableixi la seva presència a Líbia. L'última part és l'any 2016 i descriu la gran tristesa del poble libi quan s'adonen que la revolució va ser un fracàs total i, en tot cas, està pitjor. I, tanmateix, no tothom ha perdut tota esperança, i alguns segueixen compromesos amb la lluita pel canvi.
La pel·lícula s'obre amb una cita del llibre feminista canònic d'Audre Lorde de 1984, Sister Outsider:
| « | "De vegades tenim la sort de poder escollir el moment, l'escenari i la manera de la nostra revolució, però més sovint hem de lluitar allà on estem." | » |

### Part 1
Amb l'arribada d'Arebi el 2011, la revolució líbia està en el seu apogeu. Comença a documentar el paper clau que han jugat les dones en la direcció de les primeres protestes, el contraban d'armes, el suport als rebels al front; i després, quan van ser elegits per a càrrecs centrals a les eleccions nacionals. Arebi també va deixar constància de l'optimisme que va acompanyar els fets. Durant aquest treball, mentre estava a Anglaterra, va sentir parlar per primera vegada de l'equip de futbol femení de Líbia en un tauler de missatges d'Internet. Ella demana conèixer l'equip quan torni a Líbia.
Ella descobreix que l'equip existeix des de fa 10 anys, i inclou més de 30 dones i noies, però mai no els han permès jugar un partit. Només l'any 2012 l'Associació de Futbol de Líbia va permetre que l'equip competís per primera vegada, en un torneig contra altres equips femenins àrabs a Alemanya. El permís per jugar és el resultat d'una lluita durant anys, i les dones veuen aquesta victòria com el compliment de la promesa de la revolució, que les coses estan canviant per a les dones a Líbia. Arebi parla d'aquesta època, anomenant-la, en retrospectiva, "ingenuïtat", però d'una mena que va contagiar tots els aspectes de la vida i la creativitat, des de la literatura, la poesia, fins al cinema, i que es van iniciar un gran nombre de col·laboracions aquesta vegada.

### Part 2
Aviat, però, es fa evident que hi ha una forta oposició a més de l'optimisme i les ganes de canvi. Per a l'equip femení, això vol dir que alguns homes comencen a oposar-se a les dones que juguen amb pantalons curts i que si aquest és el que sembla el canvi, no es desitja el canvi. L'oposició augmenta, sobretot en línia. L'Arebi documenta tant l'oposició a l'equip com les respostes de les dones, que no són gens senzilles: les jugadores volen jugar el joc que els agrada, i també volen respectar la seva religió i la seva societat, i no saben com equilibrar aquestes actituds conflictives.
Al final, l'equip rep la notícia que no se'ls permetrà jugar.

### Part 3
Dos anys després, l'equip de futbol femení s'ha dissolt. mentre que la guerra civil líbia s'ha intensificat. Naama, Halima i Fadwa, cadascuna a la seva manera, estan intentant entendre què va passar i trobar una manera d'expressar el seu amor pel joc. "Juntes teníem esperança, juntes vam perdre l'esperança i juntes també vam renovar la nostra esperança", diu Arebi.
Malgrat els salts de dos anys en el flux de la pel·lícula, Arebi va poder filmar i documentar-se en els buits no coberts a Freedom Fields, i té previst mostrar el seu treball en un segon documental, que ella anomena "encara més tràgic", anomenat After the Revolution.

## Estrena
La pel·lícula es va estrenar al Festival Internacional de Cinema de Toronto el setembre de 2018, i va ser seleccionada per projectar-se al British Film Institute l'octubre de 2018, i a partir d'aquí va continuar amb festivals internacionals addicionals. Freedom Fields va ser nominada al Premi Cavall de Bronze al Festival Internacional de Cinema d'Estocolm.